# Flaminio Torri

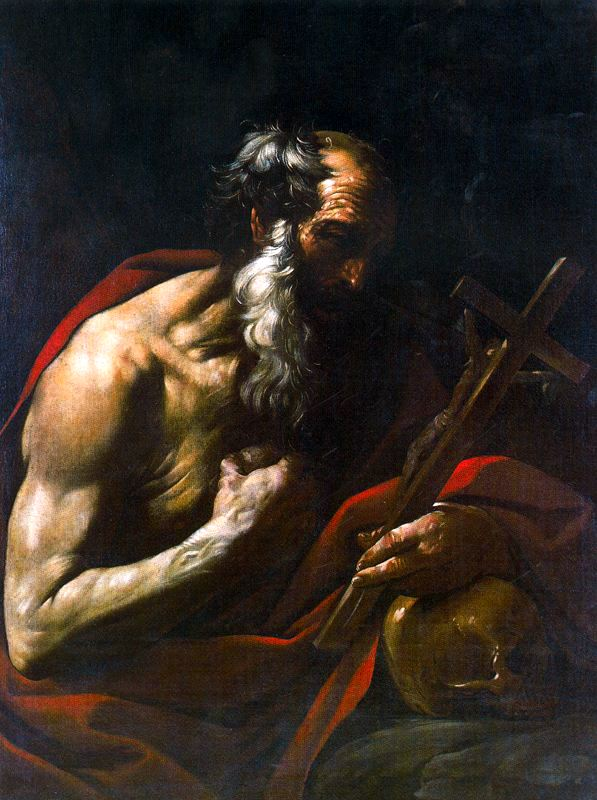
San Jerónimo penitente, Galleria Nazionale d'Arte Antica, Roma.

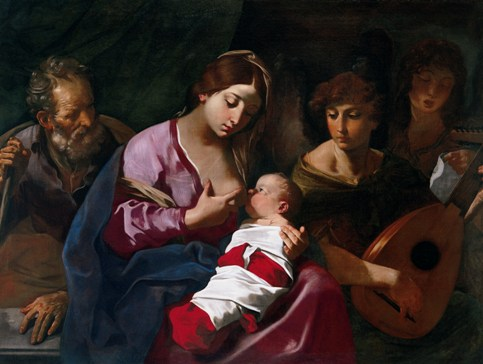
Sagrada Familia con ángeles músicos.

Flaminio Torri o Flaminio Torre, también conocido como Flaminio degli Ancinelli (Bolonia, 1620 - Módena, 1661) fue un pintor italiano que vivió durante el Barroco.

## Biografía
Comenzó siendo alumno de Giacomo Cavedoni, pasando posteriormente al taller de Simone Cantarini, que heredó a la muerte del maestro en 1648. Su arte se movió entre la idealización de la obra de Guido Reni y el toque sensual y la expresividad de Cantarini. Las primeras obras de Torri reflejan esta herencia (Adoración de los Magos, San Giuseppe de Bolonia) y un énfasis en el tratamiento de las sombras, muy pronunciadas.
A la muerte de Cantarini, compartió taller con el más destacado de los alumnos del maestro muerto, Lorenzo Pasinelli. Sin embargo esta asociación no duró mucho más de un año, pues ambos artistas tuvieron serias diferencias. La ruptura definitiva se produjo cuando Torri expuso públicamente una Anunciación de Pasinelli como propia, recibiendo los parabienes generales, incluyendo la felicitación del mismísimo Guercino.
En 1658, pasó al servicio de Alfonso IV de Este, duque de Modena, como superintendente de la Galería Estense. Entre sus funciones se incluía la copia de trabajos de otros artistas, lo que le permitió conocer la obra de Mattia Preti, que había trabajado en Modena (1651-52). Bajo su influencia, la obra de Torri alcanzó un mayor naturalismo.
Flaminio nos ha dejado numerosas obras de gabinete, expuestas en diversos museos. Entre sus alumnos figuraron Giulio (o Giuseppe) Cesare Milani, Giovanni Maria Viani y Alessandro Badiale.

## Obras destacadas
- Adoración de los Reyes Magos (San Giuseppe, Bolonia)
- Deposición (Pinacoteca Nazionale, Bolonia)
- Visión de San Antonio (Osservanza, Imola)
- Pala de la Cappella Fontana-Bombelli (Santa Maria della Carità, Bolonia), actualmente destruido.
- Sagrada Familia
- San Jerónimo penitente (Galleria Nazionale d'Arte Antica, Roma)
- Sagrada Familia con ángeles músicos
- Extasis de San Francisco (Galleria Pallavicini, Roma)